# Salvador Estrada (orguener)
Salvador Estada fou un orguener català que va viure durant el segle XVI.
El 22 de març de 1574, en resposta a la petició del Consell de la Vila, Salvador es va comprometre via carta des de Vilafranca del Penedès, a restaurar i afinar l'orgue de l'església parroquial de Santa Maria d'Igualada (un cop construïda) a partir del darrer terç del segle XVI.